# Större båtstjärt
Större båtstjärt (Quiscalus major) är en fågel i familjen trupialer inom ordningen tättingar. Den förekommer i östra USA, både utmed Atlantkusten och Mexikanska golfen.

## Utseende och läten
Mexikansk båtstjärt är en mycket stor trupial med kraftig näbb och lång stjärt. Honan är mörkbrun, på huvud och bröst ljusare rödbrunaktig. Hanen är mörkt grönblåglänsande med lång kölformad stjärt. Ögats färg varierar från ljust på Atlantkusten och mörkt utmed Mexikanska golfen. Kroppslängden är 40 cm för hanen, 29 cm för honan.

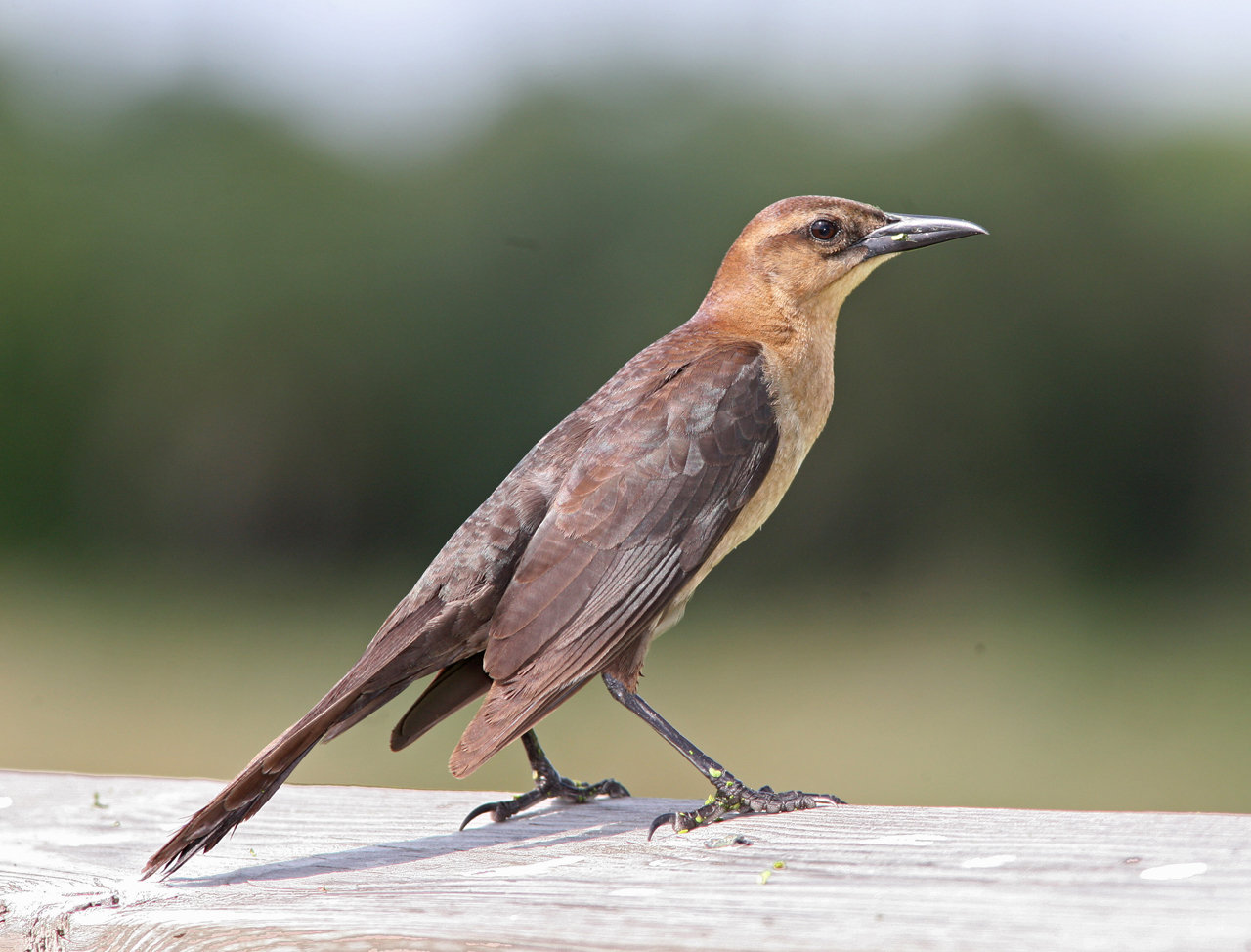
Hona.
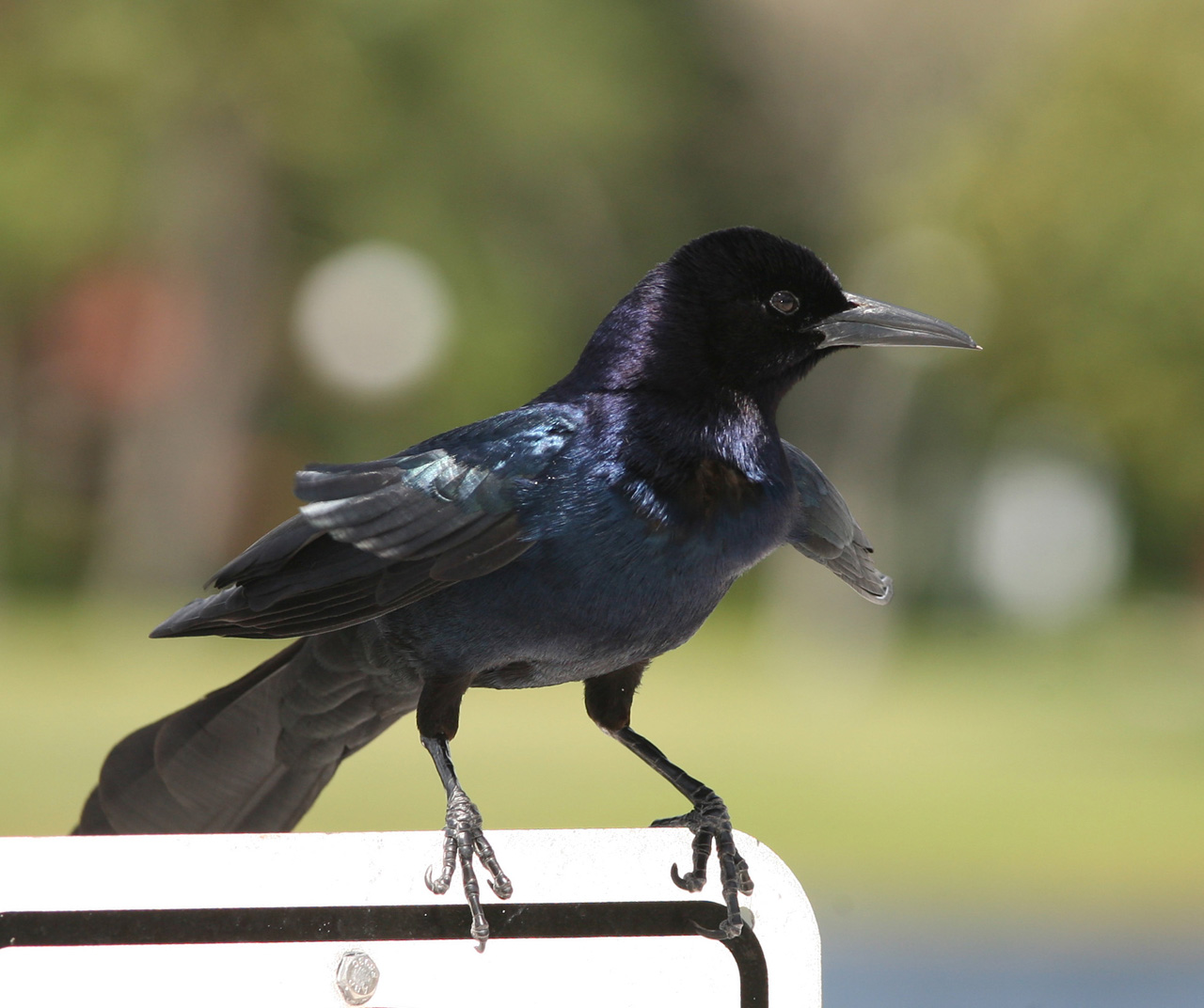
Hane av underarten westoni som har mörkt öga.

Arten är nära släkt med och mycket lik mexikansk båtstjärt (Q. mexicanus). Denna är dock tydligt större med påtagligt längre stjärt hos hanen. Honan är vanligen mörkare brungrå med mörk hjässa som kontrasterar mot ljusare ögonbrynsstreck. Där deras utbredningsområde överlappar har större båtstjärt också mörkt öga och mexikansk båtstjärt ljust. Även mindre båtstjärt (Q. quiscala) är lik, men är som namnet avslöjar mindre med framför allt tydligt kortare stjärt.
Sången består av varierade serier med mestadels ringande ljusa toner, exempelvis "kreen kreen shreet shreet shreet shreet shreet KEET". I flykten hörs ett lång och hårt "chuk" likt mexikansk båtstjärt. 

## Utbredning och systematik
Större båtstjärt delas in i fyra underarter med följande utbredning:
- Quiscalus major major – förekommer vid Texas kust och i Louisiana
- torreyi/alabamensis-gruppen
  - Quiscalus major alabamensis – förekommer från kustnära Mississippi till nordvästra Florida
  - Quiscalus major torreyi – förekommer i kustnära områden från södra New York till nordöstra Florida
- Quiscalus major westoni – förekommer i södra Florida

## Levnadssätt
Större båtstjärt förekommer i brack- och sötvattensvåtmarker utmed kusten. Den ses födosöka på marken efter frön och ryggradslösa djur, ofta i smågrupper. Arten häckar i kolonier med allt ifrån två till 200 fåglar i buskage i våtmarker mellan mars och juli. I Florida har häckning även konstaterats på hösten, i november.

## Status och hot
Arten har ett stort utbredningsområde och en stor population, och tros öka i antal. Utifrån dessa kriterier kategoriserar internationella naturvårdsunionen IUCN arten som livskraftig (LC). Världspopulationen uppskattas till mellan 3,7 miljoner individer.